# アマニサハン

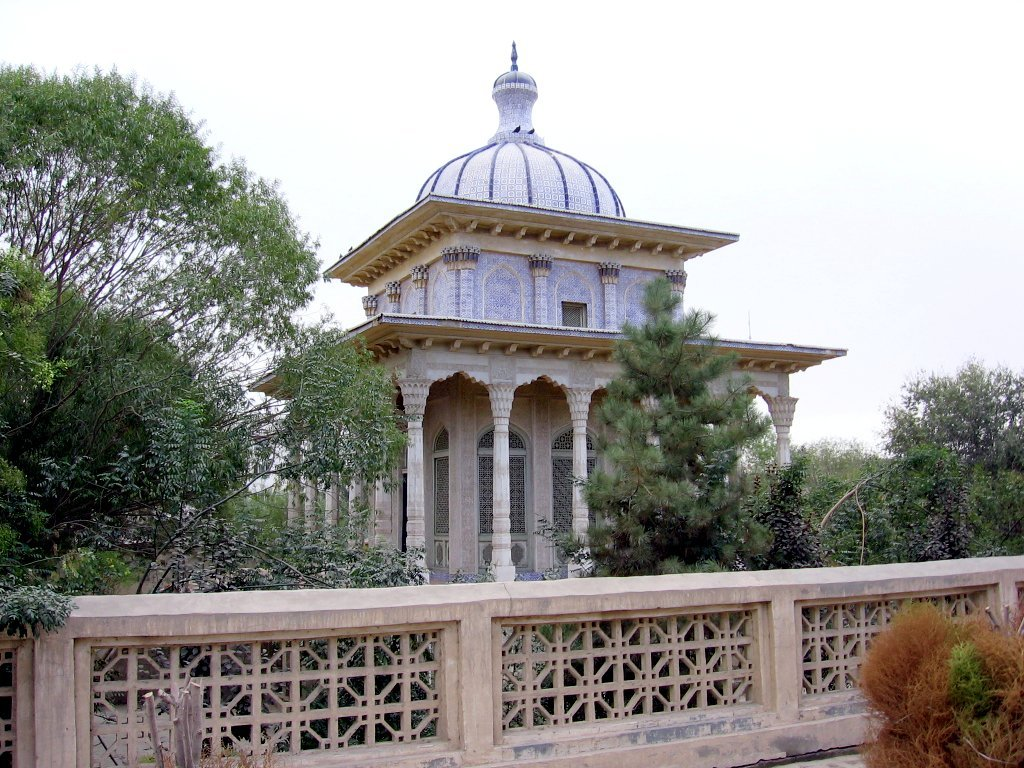
ヤルカンド・ハン国王陵にあるアマニサハンの霊廟

アマニサハン（Amannisa Khan、阿曼尼莎汗、1526年 - 1560年）は、現在の中国新疆ウイグル自治区に属するヤルカンド県に都をおいたヤルカンド・ハン国のアブドゥッラシード・ハン1世の妻である。音楽家としてウイグル族の伝統音楽の基礎スタイルとなる「12ムガム」をまとめた。
父のマームット（Mahmut）はもともとハン国の宮廷音楽師であったが、宮廷の騒動で貧しい村に流された。娘のアマニサハンはアブドゥッラシードとシンデレラ的な出会いをして、後に妻の一人となる。